# Foghorn Leghorn
Foghorn Leghorn  (volledige naam Foghorn J. Leghorn volgens een strip uit 1950) is een personage uit de filmpjes en strips van de Looney Tunes. Hij werd bedacht door Robert McKimson en maakte zijn debuut in Walky Talky Hawky uit 1946; daarna werden er tot 1964 nog 28 filmpjes gemaakt. Ook was hij te zien in latere Looney Tunes-producties.

## Personage
Foghorn Leghorn is een antropomorfe haan met een sterk Virginia- of Kentucky-accent en een groot gevoel voor kattenkwaad. Veel filmpjes met hem in de hoofdrol draaien om zijn strijd met Barnyard Dawg de hond en zijn pogingen om de hen Miss Prissy het hof te maken. Ook wordt er op hem gejaagd door Henery Hawk en de wezel Bill in wie Foggy echter een bondgenoot vindt. In het filmpje Weasel Stop uit 1956 krijgen ze met een andere hond te maken dan Barnyard.
Veel van Foghorns karaktertrekjes zijn gebaseerd op het personage Senator Claghorn. Een bekende catchphrase van het personage is: "That's a joke... I say, that's a joke, son."

## Stemacteurs
- Mel Blanc (1946-1987)
- Joe Alaskey (1988, KFC-reclames en Bah, Humduck! A Looney Tunes Christmas
- Jeff Bergman (Tiny Toon Adventures)
- Greg Burson (Carrotblanca)
- Bill Farmer (Space Jam)
- Frank Gorshin (Pullet Surprise)
- Jeff Bennett (heden)
- Maurice LaMarche (Looney Tunes: Acme Arsenal)